# Campionato italiano di combinata nordica
Il Campionato italiano di combinata nordica è una competizione del campionato italiano di sci nordico che si svolge annualmente tra le società sportive e i corpi di forze armate italiane associate alla Federazione italiana sport invernali. La prima edizione ufficiale maschile si svolse nel 1909, mentre quello femminile nel 2004.

## Competizioni
Il campionato assegna più titoli durante tutto il periodo invernale nelle diverse specialità di combinata nordica:
- La specialità disputata da più tempo (1909) è oggi detta comunemente Gundersen, che prevede due salti dal trampolino, seguita da 15 km di fondo. Il punteggio nel salto è determinato dalla misura del salto (2 punti al metro) e dallo stile (da 3 a 30 punti). Alla fine della gara di salto, i distacchi tra gli atleti sono tradotti in tempo (15 punti equivalgono a un minuto). Il primo classificato del salto è il primo a partire nella prova di sci di fondo, e a seguire vengono fatti partire gli altri, secondo i distacchi accumulati nel salto. Chi taglia per primo il traguardo della prova di fondo vince la gara di combinata. Nel campionato italiano fino al 1952 la distanza della prova di sci di fondo da percorrere era di 18 km ed i trampolini usati sono sempre stati trampolini compresi tra le misure K75 e K99 (o HS85 - HS109).
- La gara Sprint segue lo stesso meccanismo dell'inseguimento ma in versione ridotta, viene eseguito solo un salto (anziché due), e la distanza da percorrere nel fondo è 7,5 km (anziché 15 km).Nel campionato italiano questo tipo di gara si svolge dal 2005.

## Albo d'oro

### Gundersen maschile
| Anno | Luogo      | Oro                  | Argento              | Bronzo               |
| ---- | ---------- | -------------------- | -------------------- | -------------------- |
| 1909 |            | Mario Corti          |                      |                      |
| 1910 |            | Mario Corti          |                      |                      |
| 1911 | cancellato | cancellato           | cancellato           | cancellato           |
| 1912 | cancellato | cancellato           | cancellato           | cancellato           |
| 1913 | cancellato | cancellato           | cancellato           | cancellato           |
| 1914 |            | Domenico Sandrini    |                      |                      |
| 1915 |            | Dino Castelli        |                      |                      |
| 1916 | cancellato | cancellato           | cancellato           | cancellato           |
| 1917 | cancellato | cancellato           | cancellato           | cancellato           |
| 1918 | cancellato | cancellato           | cancellato           | cancellato           |
| 1919 | cancellato | cancellato           | cancellato           | cancellato           |
| 1920 |            | Dino Castelli        |                      |                      |
| 1921 | cancellato | cancellato           | cancellato           | cancellato           |
| 1922 |            | Giuseppe Ferrera     |                      |                      |
| 1923 |            | Giuseppe Ferrera     |                      |                      |
| 1924 |            | Luigi Faure          |                      |                      |
| 1925 |            | Luigi Faure          |                      |                      |
| 1926 |            | Luigi Faure          |                      |                      |
| 1927 |            | Luigi Faure          |                      |                      |
| 1928 |            | Luigi Faure          |                      |                      |
| 1929 |            | Luigi Faure          |                      |                      |
| 1930 |            | Ernesto Zardini      |                      |                      |
| 1931 |            | Normanno Tavernaro   | Bruno Caneva         | Mario Bonomo         |
| 1932 |            | Normanno Tavernaro   | Bruno Caneva         | Mario Bonomo         |
| 1933 |            | Severino Menardi     | Ingenuino Dallago    | Guglielmo Holzner    |
| 1934 |            | Severino Menardi     | Mario Bonomo         | Andrea Vuerich       |
| 1935 |            | Andrea Vuerich       | Giuseppe Volcan      | Bruno Caneva         |
| 1936 |            | Severino Menardi     | Andrea Vuerich       | Giuseppe Gargenti    |
| 1937 |            | Antonio Mosele       | Benedetto Maculotti  | Erminio Butti        |
| 1938 |            | Severino Menardi     | Giovanni Perenni     | Antonio Mosele       |
| 1939 | cancellato | cancellato           | cancellato           | cancellato           |
| 1940 |            | Rinaldo Vitalini     | Andrea Vuerich       | Antonio Mosele       |
| 1941 |            | Giovanni Perenni     | Alberto Tassotti     | Antonio Mosele       |
| 1942 |            | Rinaldo Vitalini     | Antonio La Casa      | Giovanni Perenni     |
| 1943 |            | Alberto Tassotti     | Italo Soldà          | Antonio Mosele       |
| 1944 | cancellato | cancellato           | cancellato           | cancellato           |
| 1945 | cancellato | cancellato           | cancellato           | cancellato           |
| 1946 |            | Rizzieri Rodeghiero  | Carletto Alverà      | Giuseppe Muraro      |
| 1947 |            | Rizzieri Rodeghiero  | Giovanni Perenni     | Alfred Prucker       |
| 1948 |            | Rizzieri Rodeghiero  | Alfred Prucker       | Alberto Tassotti     |
| 1949 |            | Francesco Costa      | Valentino Pesavento  | Mario Mutschlechner  |
| 1950 |            | Alfred Prucker       | Franz Costa          | Piero Pennacchio     |
| 1951 |            | Rizzieri Rodeghiero  | Alfred Prucker       | Piero Pennacchio     |
| 1952 |            | Alfred Prucker       | Rizzieri Rodeghiero  | Piero Pennacchio     |
| 1953 |            | Alfred Prucker       | Bruno Mosele         | Mario Faccin         |
| 1954 |            | Alfred Prucker       | Bruno Mosele         | Mario Faccin         |
| 1955 |            | Alfred Prucker       | Enzo Perin           | Aldo Pedrana         |
| 1956 |            | Alfred Prucker       | Enzo Perin           | Aldo Pedrana         |
| 1957 |            | Enzo Perin           | Aldo Pedrana         | Emiliano Vuerich     |
| 1958 |            | Enzo Perin           | Aldo Pedrana         | Nilo Zandanel        |
| 1959 |            | Enzo Perin           | Aldo Pedrana         | Giancarlo Silvagni   |
| 1960 |            | Enzo Perin           | Aldo Pedrana         | Renato Steffe        |
| 1961 |            | Aldo Pedrana         | Renato Steffe        | Lino Ferrari         |
| 1962 |            | Enzo Perin           | Mario Bacher         | Renato Steffe        |
| 1963 |            | Enzo Perin           | Lino Ferrari         | Renato Steffe        |
| 1964 |            | Enzo Perin           | Ezio Damolin         | Lino Ferrari         |
| 1965 |            | Ezio Damolin         | Enzo Perin           | Fabio Morandini      |
| 1966 |            | Ezio Damolin         | Fabio Morandini      | Lino Ferrari         |
| 1967 |            | Ezio Damolin         | Fabio Morandini      |                      |
| 1968 |            | Fabio Morandini      | Ezio Damolin         | Giovanni Rosato      |
| 1969 |            | Ezio Damolin         | Fabio Morandini      | Ennio Cocco          |
| 1970 |            | Ezio Damolin         | Fabio Morandini      | Angelo Toselli       |
| 1971 |            | Fabio Morandini      | Ezio Damolin         | Modesto De Silvestro |
| 1972 |            | Ezio Damolin         | Leonardo De Crignis  | Modesto De Silvestro |
| 1973 |            | Ezio Damolin         | Leonardo De Crignis  | Modesto De Silvestro |
| 1974 |            | Modesto De Silvestro | Marcello Bazzana     | Fabio Morandini      |
| 1975 |            | Francesco Giacomelli | Amedeo Benedetti     | Enrico Zangrandi     |
| 1976 |            | Francesco Giacomelli | Ezio Damolin         | Modesto De Silvestro |
| 1977 |            | Francesco Giacomelli | Amedeo Benedetti     | Modesto De Silvestro |
| 1978 |            | Francesco Giacomelli | Amedeo Benedetti     | Enrico Zangrandi     |
| 1979 |            | Franco Piussi        | Francesco Giacomelli | Enrico Fauner        |
| 1980 |            | Giampaolo Mosele     | Francesco Giacomelli | Enrico Fauner        |
| 1981 |            | Giampaolo Mosele     | Benito Olli          | Paolo Aloisio        |
| 1982 |            | Giampaolo Mosele     | Francesco Benetti    | Paolo Aloisio        |
| 1983 |            | Giampaolo Mosele     | Francesco Benetti    | Stefano Lunardi      |
| 1984 |            | Giampaolo Mosele     | Francesco Benetti    | Stefano Lunardi      |
| 1985 |            | Giampaolo Mosele     | Francesco Benetti    | Stefano Lunardi      |
| 1986 |            | Giampaolo Mosele     | Francesco Benetti    | Stefano Benelli      |
| 1987 |            | Giampaolo Mosele     | Francesco Benetti    | Stefano Lunardi      |
| 1988 |            | Stefano Lunardi      | Giampaolo Mosele     | Andrea Cecon         |
| 1989 | cancellato | cancellato           | cancellato           | cancellato           |
| 1990 |            | Andrea Cecon         | Andrea Bezzi         | Andrea Longo         |
| 1991 |            | Paolo Bernardi       | Andrea Cecon         | Andrea Bezzi         |
| 1992 |            | Andrea Cecon         | Andrea Bezzi         | Paolo Bernardi       |
| 1993 |            | Paolo Bernardi       | Andrea Cecon         | Simone Pinzani       |
| 1994 |            | Andrea Cecon         | Andrea Longo         | Paolo Bernardi       |
| 1995 |            | Andrea Longo         | Andrea Cecon         | Simone Pinzani       |
| 1996 |            | Andrea Longo         | Roberto Cecon        | Simone Pinzani       |
| 1997 |            | Andrea Longo         | Simone Pinzani       | Andrea Cecon         |
| 1998 |            | Andrea Cecon         | Andrea Longo         | Jochen Strobl        |
| 1999 |            | Andrea Longo         | Andrea Cecon         | Simone Pinzani       |
| 2000 |            | Andrea Longo         | Andrea Cecon         | Jochen Strobl        |
| 2001 |            | Andrea Longo         | Jochen Strobl        | Daniele Munari       |
| 2002 |            | Andrea Longo         | Daniele Munari       | Jochen Strobl        |
| 2003 |            | Andrea Longo         | Jochen Strobl        | Daniele Munari       |
| 2004 | Predazzo   | Jochen Strobl        | Davide Bresadola     | Giuseppe Michielli   |
| 2005 | Predazzo   | Jochen Strobl        | Giuseppe Michielli   | Daniele Munari       |
| 2006 | Predazzo   | Jochen Strobl        | Giuseppe Michielli   | Daniele Munari       |
| 2007 | Pragelato  | Giuseppe Michielli   |                      |                      |
| 2008 | Pragelato  | Lukas Runggaldier    | Armin Bauer          |                      |
| 2009 | Predazzo   | Alessandro Pittin    |                      | Mattia Runggaldier   |
| 2010 | Predazzo   | Alessandro Pittin    | Giuseppe Michielli   | Armin Bauer          |
| 2011 | Predazzo   | Alessandro Pittin    | Giuseppe Michielli   | Felix Peselj         |
| 2012 | Predazzo   | Samuel Costa         | Armin Bauer          | Manuel Maierhofer    |
| 2013 | Planica    | Armin Bauer          | Samuel Costa         | Alessandro Pittin    |

### Sprint maschile
| Anno | Luogo     | Oro                | Argento            | Bronzo             |
| ---- | --------- | ------------------ | ------------------ | ------------------ |
| 2005 | Predazzo  | Jochen Strobl      | Giuseppe Michielli | Daniele Munari     |
| 2006 | Pragelato | Giuseppe Michielli | Daniele Munari     | Jochen Strobl      |
| 2007 | Predazzo  | Giuseppe Michielli | Alessandro Pittin  | Armin Bauer        |
| 2008 | Pragelato | Alessandro Pittin  |                    | Giuseppe Michielli |
| 2009 | Predazzo  | Alessandro Pittin  |                    |                    |
| 2010 | Predazzo  | Alessandro Pittin  | Lukas Runggaldier  | Armin Bauer        |

### Gundersen femminile
| Anno | Luogo    | Oro               | Argento          | Bronzo             |
| ---- | -------- | ----------------- | ---------------- | ------------------ |
| 2004 | Predazzo | Elena Runggaldier | Jenny Perathoner | Roberta D'Agostina |

## Atleti più premiati e vincenti

### Gundersen maschile
- Atleta più premiato e vincente: Andrea Longo

### Sprint maschile
- Atleta più premiato e vincente: Alessandro Pittin

### Assoluto maschile
- Atleta più premiato e vincente: Andrea Longo

### Gundersen femminile
- Atleta più premiata e vincente: Elena Runggaldier

## Fonti
- Statistiche FISI
- Albo d'oro campionati italiani di combinata nordica (1909-2006), su fisi.org. URL consultato il 26 dicembre 2011 (archiviato dall'url originale il 27 dicembre 2013).